# Асаф, Ами
Ами Асаф (ивр. עמי אסף‎, при рождении Вилкомиц; 22 июля 1903 года, Рош-Пина, Палестина — 17 мая 1963 года, Израиль) — израильский политик, депутат кнессета первых пяти созывов.

## Биография
Ами Вилкомиц родился в семье Симхи Хаима Вилкомица в Рош-Пине. Ами учился в школе, а затем в гимназии Герцлия. После окончания школы он работал сельскохозяйственным рабочим.
Ами стал одним из основателей мошава Кфар-Йехошуа, в 1936 году он был назначен секретарём Мошавного Движения.
Ами Асаф был членом центрального комитета партии МАПАЙ, от которой он избирался в кнессет первых пяти созывов. В разное время Ами Асаф работал в комиссии по образованию и культуре, комиссии по внутренним делам, законодательной комиссии, комиссии по иностранным делам и безопасности.
28 декабря 1959 года Ами Асаф впервые вошел в правительство Израиля, где получил пост заместителя министра образования и культуры. Этот же пост он сохранил в десятом правительстве Израиля.
17 мая 1963 года Ами Асаф скончался, его пост в кнессете получил Мордехай Зар.